# Диржіу (комуна)
Диржіу (рум. Dârjiu) — комуна у повіті Харгіта в Румунії. До складу комуни входять такі села (дані про населення за 2002 рік):
- Диржіу (885 осіб) — адміністративний центр комуни
- Мужна (292 особи)

Комуна розташована на відстані 208 км на північ від Бухареста, 50 км на захід від М'єркуря-Чука, 138 км на південний схід від Клуж-Напоки, 68 км на північний захід від Брашова.

## Населення
За даними перепису населення 2002 року у комуні проживали 1177 осіб.
Національний склад населення комуни:
| Національність | Кількість осіб | Відсоток |
| -------------- | -------------- | -------- |
| угорці         | 1157           | 98,3%    |
| румуни         | 20             | 1,7%     |

Рідною мовою назвали:
| Мова      | Кількість осіб | Відсоток |
| --------- | -------------- | -------- |
| угорська  | 1159           | 98,5%    |
| румунська | 18             | 1,5%     |

Склад населення комуни за віросповіданням:
| Релігія                                       | Кількість осіб | Відсоток |
| --------------------------------------------- | -------------- | -------- |
| унітарії                                      | 769            | 65,3%    |
| реформати                                     | 273            | 23,2%    |
| римо-католики                                 | 48             | 4,1%     |
| баптисти                                      | 43             | 3,7%     |
| не релігійні                                  | 17             | 1,4%     |
| православні                                   | 15             | 1,3%     |
| лютерани (Синодально-пресвітеріанська церква) | 1              | 0,1%     |
| не вказали релігію                            | 2              | 0,2%     |